# Aero Caribbean
Aero Caribbean (en espagnol, Empresa Aerocaribbean SA) était une compagnie aérienne basée à Vedado, Plaza de la Revolución, à La Havane (Cuba). 
Elle a fusionné avec Cubana en 2015[réf. nécessaire]. Elle assurait des services passagers domestiques vers des destinations domestiques, des services internationaux et des vols charters principalement dans les Caraïbes et en Amérique du Sud. Sa base principale se trouvait à l'aéroport international José Martí, à La Havane.

## Histoire
La compagnie aérienne a été créée en 1982 sous le nom d'Empresa Aero et a commencé ses opérations le 2 décembre 1982. Elle a été créée par le gouvernement cubain pour réaliser des vols intérieurs et des charters régionaux en complément du transporteur national Cubana. Aero Caribbean appartenait entièrement au gouvernement de Cuba,.

## Services
Aero Caribbean exploitait les destinations suivantes :
- Destinations nationales prévues : Cayo Coco , La Havane , Holguin , Santiago de Cuba , Cayo Largo , Nueva Gerona , Varadero .
- Destinations internationales programmées : îles Caïmans , île du maïs , Managua , Mérida , San Pedro Sula , Port-au-Prince , Saint-Domingue , Punta Cana , Guatemala City
- Anciennes destinations prévues : Monterrey , Tijuana

## Flotte
| Avion      | Nombre d'avions | Commandés | Notes |
| ---------- | --------------- | --------- | ----- |
| ATR 42-300 | 3               | -         | -     |
| ATR 72-212 | 4               | -         | -     |

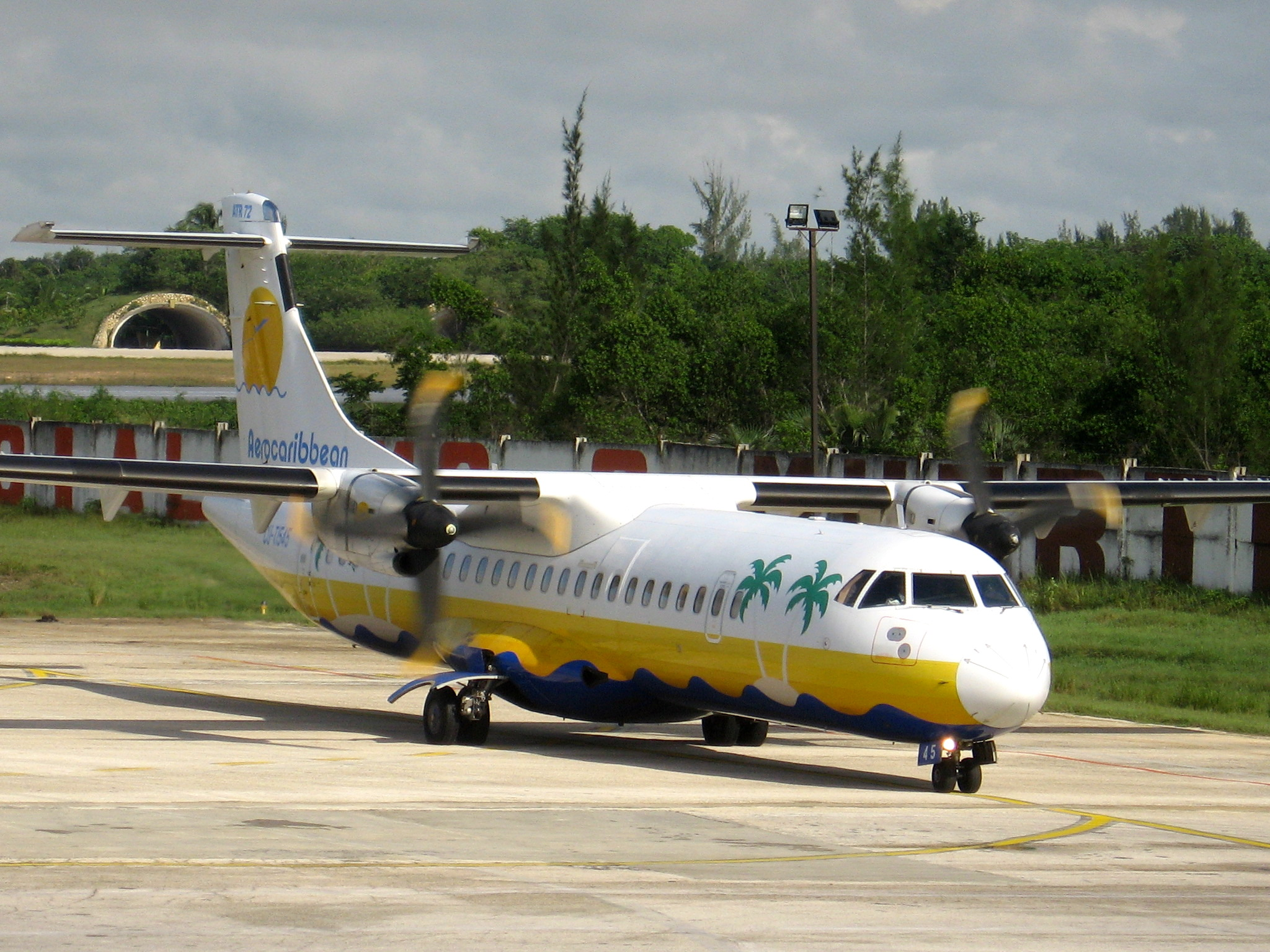
Aerocaribbean ATR 72 à l'aéroport de Holguin, Cuba

Le 19 septembre 2008, l'âge moyen de la flotte Aero Caribbean était de 15,8 ans.

### Précédemment exploité
Aerocaribbean avait exploité les avions suivants dans le passé :
- 1 Antonov An-26
- 1 Boeing 737-200
- 2 Douglas DC-3 configurés pour les passagers Y28
- 1 Fokker F-27F Friendship configuré pour les passagers Y44 / fret
- 5 Ilyushin Il-18 D / V configurés pour les passagers / fret Y100 (vol Havane-Bahamas et Havana-Caracas)
- 1 Ilyushin Il-14 M configuré pour les passagers Y40
- 6 Yakovlev Yak-40 configurés pour les passagers Y30 / cargo
- 4 Embraer EMB-110 Bandeirante
- 2 Bristol Britannia

## Accidents et incidents
- Le 12 novembre 1992, un Il-18 sur un vol charter de Saint-Domingue à La Havane s'est écrasé sur le flanc du mont Isabel de Torres, près de San Felipe de Puerto Plata , alors qu'il s'approchait de l'aéroport international Gregorio Luperón pour un arrêt intermédiaire.  L'avion volait dans des conditions IFR et a effectué un vol contrôlé dans le relief . Les 34 passagers à bord ont péri, y compris l' équipe d' échecs dominicaine .  L'avion perdu dans l'accident était le même avion qui a été filmé en 1986, le film catastrophe soviétique Razmakh krylyev .
- Le 4 novembre 2010, le vol 883 , exploité par un ATR 72-212 , s'est écrasé à Guasimal , à Cuba , alors qu'il se rendait de Santiago de Cuba à La Havane . Les 61 passagers et 7 membres d'équipage ont été tués. La cause la plus probable était le givrage de l'aile.